# Orson Squire Fowler
Orson Squire Fowler (Cohocton, 11 de octubre de 1809-Sharon, 18 de agosto de 1887) fue un frenólogo, escritor y conferencista estadounidense. Es conocido por haber popularizado la casa octágono a mediados del siglo XIX en Estados Unidos y Canadá.

## Primeros años
Hijo de Horace y Martha (Howe) Fowler, nació en Cohocton, Nueva York. Se preparó para la universidad en Ashland Academy y estudió en Amherst College, graduándose en la promoción de 1834.

## Carrera

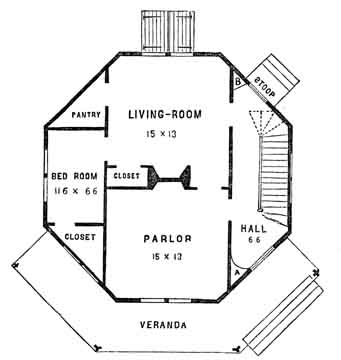
Plano de una casa octágono

Con su hermano Lorenzo Niles Fowler, abrió una oficina frenológica en Nueva York. Orson escribió y dio conferencias sobre frenología, preservación de la salud, educación popular y reforma social desde 1834 hasta 1887. Lorenzo y su esposa Lydia Folger Fowler dieron conferencias frecuentemente con Orson sobre el tema de la frenología. Los tres fueron "en gran medida" responsables de la popularidad de la frenología a mediados del siglo XIX. La práctica de la frenología se utilizó con frecuencia para justificar la esclavitud y promover la creencia en la inferioridad afroamericana. Fowler escribió que el pelo áspero se correlacionaba con las fibras ásperas del cerebro e indicaba sentimientos ásperos; eso, escribió, sugería que las personas de ascendencia africana tenían habilidades verbales deficientes y rasgos que eran más adecuados para amamantar a los niños o para servir mesas. Al mismo tiempo, la revista frenológica editada por Fowler y su hermano expresó fuertes sentimientos abolicionistas, calificando la esclavitud como "un mal monstruoso". Los escritos de Fowler también eran antisemitas. Por ejemplo, en "Hereditary Descent" (1843), Fowler escribió que los judíos eran hereditariamente codiciosos, engañosos y destructivos (la frenología cree que ninguno de estos "órganos" es negativo como tal, pero todos pueden usarse para bien).
Orson editó y publicó The American Phrenological Journal and Miscellany en Filadelfia, Pensilvania, de 1838 a 1842. Fue socio de Fowler & Wells, editores, Nueva York, de 1846 a 1854, residiendo en Fishkill, Nueva York y Elizabeth, Nueva Jersey. Su hermana, Charlotte Fowler Wells, y su esposo participaron en la editorial y, después de que se convirtió en una sociedad anónima, se desempeñó como presidenta.
Trasladó su oficina a Boston, Massachusetts, en 1863. Fowler como vendedor de libros y editor fue crucial en la publicación original de Hojas de hierba de Walt Whitman y otras obras.

## Vida personal
Fowler se casó tres veces: con la Sra. Eliza (Brevoort) Chevalier; la Sra. Mary (Aiken) Poole; y con Abbie L. Ayres. Tuvo tres hijos. 
Fowler era abstemio y vegetariano. Promovió una dieta vegetariana en su libro Physiology: Animal and Mental y fue vicepresidente de la American Vegetarian Society en 1852. Defendió los derechos de los animales y se opuso a la matanza de animales. Su revista The American Phrenological Journal también apoyó el vegetarianismo.
Residió en Manchester-by-the-Sea desde 1863 hasta 1880. Posteriormente residió en Sharon, Nueva York desde 1883 hasta el 18 de agosto de 1887, fecha en la falleció.

## Legado
En 1856, los seguidores del vegetariano Henry S. Clubb intentaron establecer Octagon City en Kansas. El diseño se inspiró en las casas de Fowler e incluiría casas y graneros octogonales. Los pioneros no pudieron pasar el invierno. La ciudad de Fowler, Colorado lleva el nombre de Fowler.

## Libros
- Mejora de la memoria y la intelectualidad (1841)
- Fisiología: animal y mental (1842)
- Matrimonio o frenología aplicada a la selección de compañeros (1842)
- Cultura propia y perfección del carácter (1843)
- Educación y superación personal
- Ascendencia hereditaria, sus leyes y hechos aplicados a la mejora humana (1843)
- Religión; Natural y revelado (1844)
- Amor y paternidad (1844)
- Maternidad: o el parto y la lactancia de los hijos (1848)
- La casa del octágono: un hogar para todos (1848, edición de 1853 reimpresa con nuevas ilustraciones 1973)
- El Auto Instructor en Frenología y Fisiología (1849), con Lorenzo Fowler
- Ciencia sexual (1870)
- Frenología probada, ilustrada y aplicada
- Amativeness
- Ciencia humana de la frenología (1873)
- Ciencia creativa y sexual, o virilidad, feminidad y sus interrelaciones (1875)

## Otras lecturas
- Applegate, Debby. El hombre más famoso de América: la biografía de Henry Ward Beecher . Doubleday, 2006.